# Polycyrtus josei
Polycyrtus josei är en stekelart som beskrevs av Zuniga 2004. Polycyrtus josei ingår i släktet Polycyrtus och familjen brokparasitsteklar. Inga underarter finns listade i Catalogue of Life.